# Archie (história em quadrinhos)
Archie (também conhecido como Archie Comics) é uma série de histórias em quadrinhos da Archie Comics, com o personagem Archie Andrews. O personagem apareceu pela primeira vez em Pep Comics #22 (capa de dezembro de 1941). Archie provou ser popular o suficiente para garantir sua própria série de livros em quadrinhos em andamento, que começou a ser publicada no inverno de 1942 e durou até junho de 2015. Uma segunda série começou a ser publicada em julho de 2015, apresentando uma reinicialização do universo Archie com uma nova estética de design de personagens e um formato de história e roteiro mais maduro, voltado para leitores mais velhos, adolescentes e jovens adultos contemporâneos. O formato impresso em quadrinhos é diferente das publicações anteriores.

## História de publicação

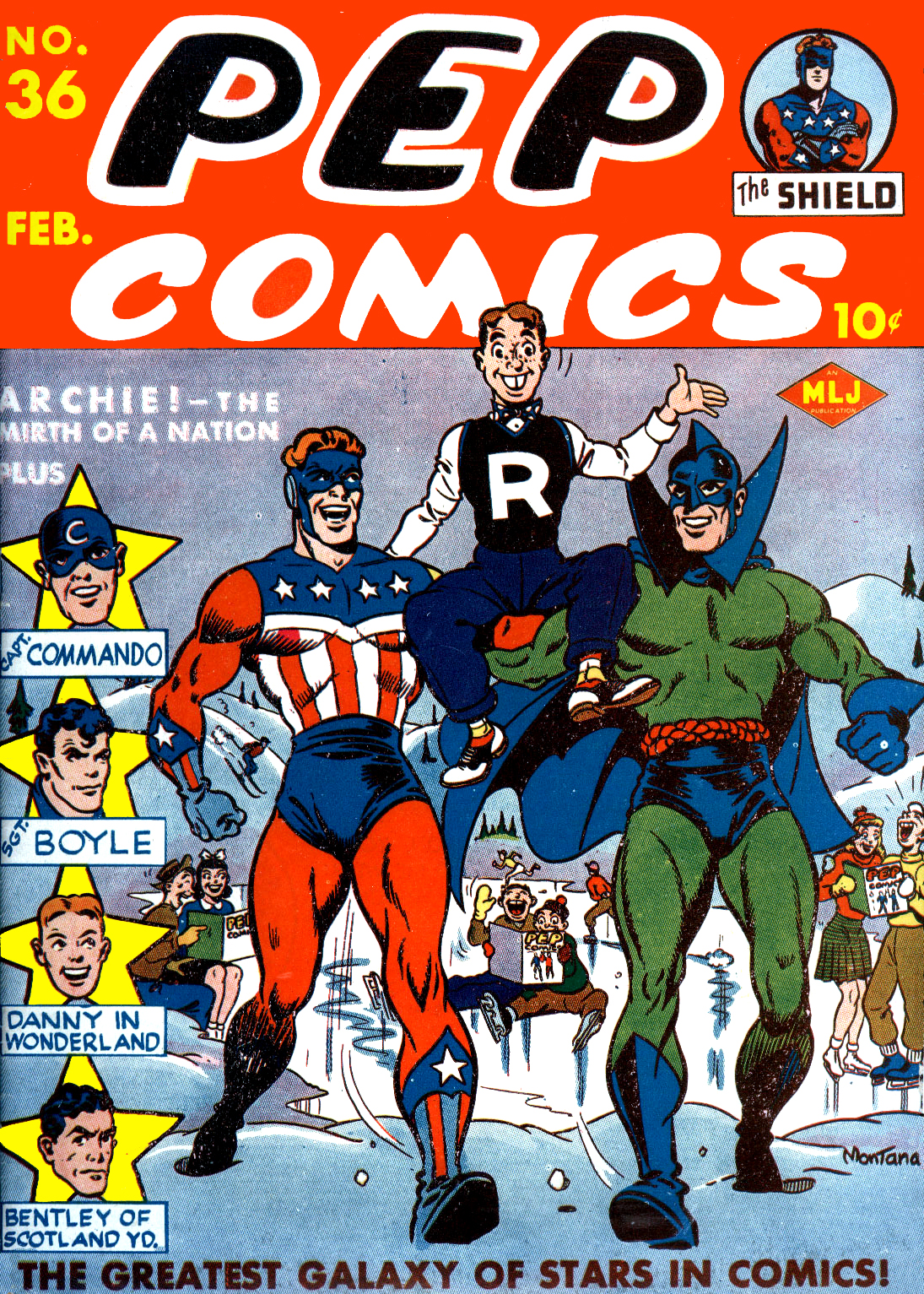
Capa de Pep Comics #36.

Archie apareceu pela primeira vez em Pep Comics #22 em 1941 e logo se tornou o personagem mais popular para os quadrinhos. Devido à sua popularidade, ele recebeu sua própria série, que estreou no inverno de 1942, intitulada Archie Comics. Começando com o #114, o título foi reduzido para simplesmente Archie. A série terminou com o #666 (junho de 2015) para dar lugar a uma nova série "New Riverdale" de Archie Comics.
Um novo volume de Archie estreou em julho de 2015 como parte do relançamento de New Riverdale. É escrito por Mark Waid com arte de Fiona Staples. O diretor/diretor executivo da Archie Comics, Jon Goldwater, disse que a nova série vai remontar às raízes do quadrinho apresentando histórias mais ousadas e bem-humoradas, além de apresentar as origens do personagem e de seus amigos, além do famoso triângulo amoroso entre Archie, Betty e Veronica começaram. Fiona Staples deixou a série após a edição #3, enquanto Annie Wu forneceu a arte para a quarta edição. Veronica Fish foi a artista convidada para o quinto e sexto números antes de ser nomeada artista regular para a série em fevereiro de 2016. Fish deixou a série após a edição 10, mas continuou a fornecer a arte da capa até a edição 12. Thomas Pitilli e Ryan Jampole fizeram trabalhos especiais para os números 11 e 12, com Joe Eisma sendo nomeado o novo artista regular a partir da edição 13. Pete Woods assumirá como artista de série, começando com a edição #18 em março de 2017. Woods forneceu como artista até o #22 em julho de 2017. Audrey Mok & Kelly Fitzpatrick fornecerá a arte final do #23 em agosto de 2017.

## Volume 1 (1942–2015)

### Questões significativas
- #429 (Love Showdown, Parte 1)

O #429 deu início a uma das histórias mais famosas da Archie Comics, o Love Showdown, no qual Archie recebe uma carta de amor pelo correio, e Betty e Veronica juram que não é delas. A história continuou em Betty #19, Betty André Veronica #82, e concluiu com Veronica #39.
- #600–606 (Archie Marries Veronica/Archie Marries Betty)

Nas edições #600–602, a história apresenta uma visão futurista da vida do adolescente Archie Andrews nos anos que se seguem à sua formatura quando Archie toma sua decisão final de se casar com a menina rica e mimada Veronica Lodge em vez da doce menina vizinha Betty Cooper. Nos #603 a 605, a história muda e Archie propõe casamento a Betty, em vez de a Veronica. A edição #606 serve como epílogo da história e une as seis edições anteriores.
- #608–609 (The Archies & Josie and the Pussycats)

Este arco de dois números segue Archie Andrews e Valerie Smith se apaixonando quando suas duas bandas saem em turnê juntos. Este é o primeiro relacionamento interracial da Archie Comics.
- #631–634 (Archie Marries Valerie)

O quesito assunto segue um futuro em potencial onde Archie se casou com Valerie Smith e teve uma filha com ela chamada Star. É semelhante ao arco de Archie Marries Veronica/Archie Marries Betty. A edição #634 detalha um monte de futuros em potencial onde Archie pode ter se casado com Cheryl Blossom, Sabrina Spellman ou Ethel Muggs.
- #641–644 (Archie Meets Glee)

Archie e seus amigos se cruzam com o elenco de Glee graças a um dos experimentos científicos de Dilton que deram errado.
- #656 (Here Comes Harper!)

Apresenta a primeira aparição do primo de Veronica, Harper, que é deficiente físico e precisa usar uma cadeira de rodas para se locomover.

### Edições coletadas
Os primeiros números de Archie foram coletados em "Archive Editions" da Dark Horse Comics, incluindo páginas de jogos originais e anúncios. A IDW publicou edições em capa dura de arquivo intituladas Archie's Americana, que coletam os principais assuntos de cada década desde a década de 1940. Livros de capa dura semelhantes foram produzidos mostrando o trabalho de criadores favoritos de Archie.
Algumas histórias-chave de Archie também foram coletadas como brochuras comerciais.

#### Edições do arquivo Dark Horse
| Título                          | ISBN              | Data De Lançamento      | Material Recolhido                                                  |
| ------------------------------- | ----------------- | ----------------------- | ------------------------------------------------------------------- |
| Archie Arquivos De Um Volume    | 978-1595827166    | Maio 10, 2011           | Pep Comics #22-38, Jackpot Comics #4-8, Archie Comics #1-2          |
| Archie Arquivos Do Volume Dois  | 978-1595827913    | Setembro 27, 2011       | Jackpot Comics #9, Pep Comics #39-45, Archie Comics #3-6            |
| Archie Arquivos De Volume Três  | 978-1595828330    | Novembro 22, 2011       | Pep Comics #46-50, Archie Comics #7-10                              |
| Archie Arquivo De Volume Quatro | 978-1595828569    | Fevereiro 14, 2012      | Pep Comics #51-53, Archie Comics #11-14                             |
| Archie Arquivos De Volume Cinco | 978-1595828576    | Maio 1, 2012            | Pep Comics #54-56, Archie Comics #15-18                             |
| Archie Arquivos De Volume Seis  | 978-1595829153    | Agosto 14, 2012         | Pep Comics #57-58, Archie Comics #19 A 22 De                        |
| Archie Arquivos Do Volume Sete  | 978-1595829771    | Novembro 13, 2012       | Pep Comics #59-61, Archie Comics #23-25, Rir Comics #20-21          |
| Archie Arquivos De Volume Oito  | 978-1595829955    | 19 de março. 2013       | Pep Comics #62-64, Archie Comics #26-28, Rir Quadrinhos #23 E 24 De |
| Archie Arquivos De Volume Nove  | 978-1-61655-2855  | Março 19, 2014          | Pep Comics #65-67, Archie Comics #29-31, Rir Comics #25-26          |
| Archie Arquivos De Volume Dez   | 978-1-61655-3975  | 27 de agosto de 2014    | Pep Comics #67-69, Archie Comics #32-34, Rir Comics #27 E 28 De     |
| Archie Arquivos De Volume Onze  | 978-1-61655-7027  | 1 de julho de 2015      | Pep Comics #70-72, Archie Comics #35-36, Rir Comics #29-31          |
| Archie Arquivos De Volume Doze  | 978-1-61655-7058  | 10 de fevereiro de 2016 | Pep Comics #73-75, Archie Comics #37-39, Rir Comics #32-34          |
| Archie Arquivos De Volume Treze | 978-1-50670-020-5 | 19 de outubro de 2016   | Pep Comics #76-78, Archie Comics #39-40, Rir Comics #35-37          |

### Coleções da IDW
| Título                                                   | ISBN           | Data De Lançamento | Material Recolhido |
| -------------------------------------------------------- | -------------- | ------------------ | --- |
| Archie é Americana, Volume 1: o Melhor da década de 1940 | 978-1600109317 | Setembro 6, 2011   | Pep Comics #22, 25 E 26, 31, Jackpot Comics #6, Archie Comics #1, 7, 30, Jughead #1, Rir Quadrinhos #23, 25, 27, 28. 36 |
| Archie é Americana, Volume 2: o Melhor dos anos de 1950  | 978-1600109454 | Outubro 18, 2011   | |
| Archie é Americana, Volume 3: o Melhor da década de 1960 | 978-1613770795 | Março 27, 2012     | |
| Archie é Americana, Volume 4: o Melhor dos anos 1970     | 978-1613771945 | Julho 10, 2012     | |
| Archie: O Melhor do Dan DeCarlo, Volume 1                | 978-1600106545 | Julho 6, 2010      | |
| Archie: O Melhor do Dan DeCarlo. Volume 2                | 978-1600108730 | Abril 19, 2011     | |
| Archie" O Melhor de Dan DeCarlo, Volume 3                | 978-1613771013 | Janeiro 24, 2012   | |
| Archie: O Melhor do Dan DeCarlo, Volume 4                | 978-1613774816 | Março 19, 2013     | |
| Archie: O Melhor de Harry Lucey, Volume 1                | 978-1600109935 | Outubro 18, 2011   | |
| Archie: O Melhor de Harry Lucey, Volume 2                | 978-1613772140 | Outubro 19, 2012   | |
| Archie: O Melhor do Samm Schwartz, Volume 1              | 978-1613770412 | Novembro 29, 2011  | |
| Archie: O Melhor do Samm Schwartz, Volume 2              | 978-1613773949 | Dezembro 25, 2012  | |

### Trade paperbacks
| Título                          | ISBN              | Data De Lançamento      | Material Recolhido     |
| ------------------------------- | ----------------- | ----------------------- | ---------------------- |
| Archie Se Casar...              | 978-0-8109-9620-5 | Outubro 1, 2010         | Archie Comics #600-606 |
| Archie: Um Rock N' Roll Romance | 978-1-936975-33-4 | 25 de fevereiro de 2015 | Archie Comics #631-634 |
| Archie Atende Glee              | 978-1-936975-45-7 | Agosto 6, 2013          | Archie Comics #641-644 |
| Archie: Rockin' o Mundo         | 978-1-61988-907-1 | 13 de janeiro de 2015   | Archie Comics #650-653 |

### 'Best Of' Coleções
| Título                                           | ISBN              | Data De Lançamento    | Material Recolhido |
| ------------------------------------------------ | ----------------- | --------------------- | ------------------ |
| O Melhor da Archie Comics: 75 Anos, 75 Histórias | 978-1-62738-992-1 | 27 de outubro de 2015 |                    |
| O Melhor da Archie Comics Volume Um              | 978-1-61988-955-2 | 25 de outubro de 2015 |                    |

## Volume 2 (2015–)

### História
A primeira edição se concentra na recente separação de Archie com Betty Cooper, devido ao "incidente do batom" que todo mundo está fofocando sobre tentar descobrir o que é. Também estabelece a eventual formação dos Archies e a chegada de Veronica Lodge.

### Recepção
A IGN deu a primeira edição de 9,5 de 10, chamando-a de "uma alegria em todos os sentidos da palavra". É um livro que o aquece, cada virada da página fornecendo uma bem-vinda explosão de caráter e coração, "e também chamando-o de uma das melhores novas estréias para chegar às lojas este ano." A Comic Book Resources disse que "a editora [Archie Comics] criou seu melhor livro em anos". e que "é leitura obrigatória de quadrinhos para quem procura diversão, personagens envolventes e um estilo belamente desenhado na moda." Enquanto isso, Den of Geek deu cinco estrelas chamando a arte de Fiona Staples de "gloriosa" ao dizer que Mark Waid "faz um trabalho impressionante ao criar um Riverdale que parece moderno e real."

### Edições coletadas
A série até agora foi montada nas seguintes coleções:
| Título                              | ISBN              | Data De Lançamento     | Material Recolhido        | Assuntos Publicados                 |
| ----------------------------------- | ----------------- | ---------------------- | ------------------------- | ----------------------------------- |
| Archie: Volume Um                   | 978-1-62738-867-2 | 29 de março de 2016    | Archie (vol. 1) #1-6      | Setembro De 2015 – De Março De 2016 |
| Archie: Volume Dois                 | 978-1-62738-798-9 | 30 de novembro de 2016 | Archie (vol. 2) #7-12     | Abril 2016 – Setembro De 2016       |
| Archie: Volume Três                 | 978-1-68255-993-2 | 9 de maio de 2017      | Archie (vol. 3) #13-17    | De Outubro De 2016 – Abril 2017     |
| Archie Volume Quatro: Sobre a Borda | 978-1-68255-970-3 | 19 de setembro de 2017 | Archie (vol. 4) #18-22    | De Maio De 2017 – Julho De 2017     |
| Archie Volume Cinco                 | 978-1-68255-970-3 | 14 de maio de 2018     | Archie (vol. 5) #23-atual | De Agosto De 2017 - Presente        |